# César Romero Zamora
César Romero Zamora (San Diego, California, 2 de agosto de 1989) es un futbolista estadounidense de padres mexicanos, juega como delantero y su actual equipo es el Alashkert FC de la Liga Premier de Armenia.

## Trayectoria

### Tigres UANL
César Romero Zamora, se inició en las Fuerzas Básicas de los Tigres de la UANL donde jugó en las categorías Sub-15 y Sub-17 

### TSG Thannhausen
Tras un éxito en los Tigres, pese a que no debutara con el Primer Equipo, el jugador llama la atención del equipo TSG Thannhausen, de la Bayernliga (quinto nivel en Alemania), donde firmaría con ellos por 3 años.
Debuta en 2008, con el primer equipo.

### Murciélagos FC
Para el Draft Ascenso MX 2011 Murciélagos FC, compra la carta a TSG Thannhausen donde el jugador firma por 3 años.

### Chivas USA
Tras su paso en Murciélagos 1 temporada   pasa a Préstamo a Chivas USA, por 1 año.

### FC Pyunik
Después de que Chivas USA anunciara las negociaciones para que el jugador se quedara, el FC Pyunik ganó la compra y el jugador fue transferido a la liga de Armenia, donde pasaría un gran torneo con el equipo donde se convirtió en campeón de goleo.

## Clubes
| Club             | País           | Año             |
| ---------------- | -------------- | --------------- |
| TSG Thannhausen  | Alemania       | 2008 - 2010     |
| Murciélagos FC   | México         | 2011            |
| Chivas USA       | Estados Unidos | 2012 - 2013     |
| FC Pyunik Ereván | Armenia        | 2014 - 2015     |
| FK Vardar        | Macedonia      | 2015            |
| Coras de Tepic   | México         | 2016            |
| Mosta FC         | Malta          | 2017            |
| Alashkert FC     | Armenia        | 2018 - Presente |

## Palmarés

### Campeonatos nacionales
| Título                  | Equipo           | País                | Año  |
| ----------------------- | ---------------- | ------------------- | ---- |
| Liga Premier de Armenia | FC Pyunik Ereván | Armenia             | 2015 |
| Copa de Armenia         | FC Pyunik Ereván | Armenia             | 2015 |
| Makedonska Prva Liga    | Vardar Skopje    | Macedonia del Norte | 2016 |
| Supercopa de Armenia    | Alashkert FC     | Armenia             | 2018 |

### Distinciones individuales
| Distinción                                    | Año     |
| --------------------------------------------- | ------- |
| Máximo goleador de la Liga Premier de Armenia | 2014/15 |

## Secuestro
Cesar Romero  fue secuestrado tras haber realizado un viaje de Tijuana hacia la ciudad de Chihuahua, fue puesto en libertad por sus captores alrededor de la 1 de la tarde del día 12 de septiembre de 2016 tras haber permanecido cerca de una semana secuestrado en Chihuahua.